# Casino (Geschichte made in Hollywood)
Casino ist eine Episode der britischen Dokumentarserie Geschichte made in Hollywood, über die Parallelen des Films Casino zu den realen Begebenheiten der Aktivitäten des Chicago Outfit in Las Vegas.

## Inhalt
Der Dokumentarfilm beleuchtet die Parallelen des Films Casino aus dem Jahr 1995 zu den realen Begebenheiten der Aktivitäten des Chicago Outfit in Las Vegas. Neben dem einstigen Mobster Frank Cullotta berichten vor laufender Kamera verschiedene Ermittler der Strafverfolgungsbehörden von den Geschehnissen jener Zeit.

## Liste der Interviewpartner
- David Groover – Ehem. Privatdetektiv in Las Vegas
- Dennis Arnoldy – Ehem. Agent des FBI
- Emmet Michaels – Ehem. Agent des FBI
- Frank Cullotta – Ehem. Assoziierter des Chicago Outfit
- Kent Clifford – Ehem. Kommandant des Las Vegas Metropolitan Police Department
- Lynn Ferrin – Ehem. Agent des FBI
- Tru Hawkins – Ehem. Casino-Betreiber

## Hintergrund
Die von Blink Films in Koproduktion mit Five, im Auftrag von Smithsonian Channel produzierte Episode wurde am 10. Dezember 2009 als Teil der Dokumentarserie The True Story erstveröffentlicht und erschien in Deutschland erstmals am 13. Oktober 2010 auf Spiegel Geschichte.